# Hyundai Mega Truck
Der Hyundai Mega Truck  ist ein seit 2004 gebauter Verteiler-Lkw, den Hyundai in 2 Varianten anbietet.  Er wurde als Ersatz des Kia Rhino und der kleinsten Varianten des Hyundai Super Truck  gemeinsam mit dem Hyundai New Power Truck eingeführt.

## Modellhistorie
Wie der New Power Truck ist auch der Mega Truck ein Faceliftmodell des Super Truck. In der Modellpalette ist er oberhalb des Hyundai Mighty und Kia Bongo als Verteiler-Lkw angesiedelt. Beim Marktstart erhielt er den Hyundai KK 6-Zylinder Direkteinspritzung Dieselmotor des Kia Rhino mit 196 und 225 PS, wodurch die Standardvariante eine Höchstgeschwindigkeit von 130 km/h erreichte. Die Kraftübertragung erfolgte hierbei  durch ein 6-Gang Schaltgetriebe oder ein 6-Stufen Automatikgetriebe von Allison Transmission. Anders als in Europa unterliegen Lkw in Südkorea erst ab 7,5 Tonnen einer Geschwindigkeitsbeschränkung.
Wie beim New Power Truck beschränkte sich auch beim Mega Truck das Facelift des Super Truck auf geringe äußerliche Änderungen, während der Innenraum vorerst gleich blieb.
2006 wurde im Innenraum das Design des Handbremshebel und die Anordnung des Radios geändert.  Die wichtigste Neuerung war jedoch die Einführung des Common-Rail-Einspritzung Dieselmotor Hyundai K mit 235 PS und Euro 3 Abgasnorm bei gleichbleibender Kraftübertragung. Zusätzlich wurde die Cap Version eingeführt mit höherer Nutzlast und erhöhter Ladefläche. Die Cap Version unterscheidet sich im Wesentlichen im Führerhaus durch weiter vorn angeordnete Sitze und nur zwei statt drei Sitzplätze. Das Führerhaus ist höher gelegt, wodurch die Bodenfreiheit von 180 auf 220 mm steigt. Hinten gibt es eine verstärkte Blattfeder und der Karosserieaufbau ist aus leichterem Material gefertigt, wodurch jedoch die Innengeräusche steigen.
2008 erfolgte eine umfangreichere Überarbeitung mit neuem Armaturenbrett samt Lenkrad. Der neue 5899 cm³ Hyundai D6 Common-Rail Dieselmotor mit 250 PS und Euro 4 Abgasnorm wurde eingeführt, gekoppelt mit ZF Friedrichshafen 6-Gang 6S1000 Schaltgetriebe oder 6-Stufen Allison 2500 A / T Automatikgetriebe.
Seit 2010 wird ein serienmäßiges MP3-/CD-Player-Autoradio verbaut und seit 2011 ist auch eine 260-PS-Variante erhältlich.
Eine auf 280 PS gesteigerte Motorvariante gibt es seit 2012 exklusiv für die Cab-Varianten, neben einem von 200 auf 250 Liter vergrößerten Kraftstofftank für alle Varianten.